# Телук-Бинтуни
Телук-Бинтуни (индон. Teluk Bintuni) — округ, находящийся в центральной части индонезийской провинции Западное Папуа. Административный центр этого округа носит название Бинтуни. В округ Каимана входят такие районы, как Арандай, Бабо, Бинтуни, Фафувар, Идоор, Кури, Мердей, Москона Селатан, Москона Утара, Симури и Тембуни.